# Postadressen in Japan

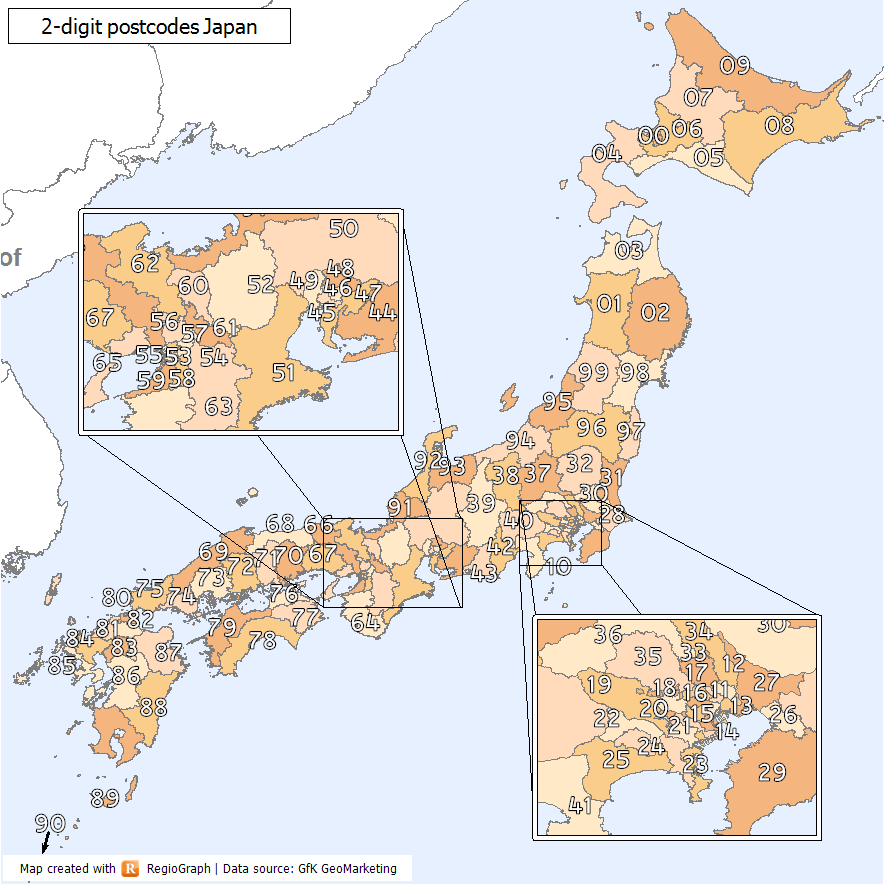
PLZ‑2-Gebiete von Japan (Regionen, die die ersten beiden Stellen der Postleitzahl beschreiben)

Das System der Postadressen in Japan (jap. 住所, Jūsho) basiert nicht auf Straße und Hausnummer, sondern auf Verwaltungseinheiten und leitet sich von den historischen Einteilungen zur Besteuerung von Selbstverwaltungsgebieten ab.
In Südkorea war ein größtenteils identisches System in Gebrauch, das während der japanischen Kolonialzeit eingeführt wurde. Es wurde 2013 durch Straßennamen und Hausnummern ersetzt.

## Aufbau
Die Adressen enthalten folgende Komponenten in der Größe nach absteigender Reihenfolge mit den jeweiligen angehängten Kategoriebezeichnungen:
- Postleitzahl, Präfektur inkl. Suffix (都/-to, 道/-dō, 府/-fu oder 県/-ken; deutsch jeweils „Präfektur“)
- [bei kreisangehörigen Gemeinden (-machi oder -mura) außer bei Inselgemeinden in der Präfektur Tokio: Landkreis inkl. Suffix (郡/-gun/„Kreis“)]
- Gemeinde inkl. Suffix (市/-shi/„[kreisfreie] Stadt“, 区/-ku/„[Sonder-]Bezirk“, 町/-machi/-chō/„[kreisangehörige] Stadt“ oder 村/-mura/-son/„Dorf“)
- [in designierten Großstädten (seirei shitei toshi): Stadtbezirk inkl. Suffix (区/-ku/„Bezirk“)]
- Ortsteil (ggf. inkl. machi/chō und/oder mit vorgestelltem ōaza) und ggf. Nummer des Stadtteilabschnitts + 丁目/chōme (zusammen manchmal auch 町丁/chōchō genannt)
- Nummer des Häuserblocks + 番/ban oder Nummer der Parzelle 番地/banchi (oder kurz: 番/ban)
- Nummer des Gebäudes + 号/gō oder Nummer der Teilparzelle
- Gebäudename (nach Ermessen)
- gegebenenfalls Appartementnummer + 号/gō bzw. Zimmernummer + 号室/gōshitsu
- Personenname + 様/sama (höfliche Anrede)

Japanische Postleitzahlen (郵便番号, Yūbin-bangō) sind seit 1998 siebenstellig, mit einem Bindestrich zwischen der dritten und vierten Ziffer. Auf Vordrucken wird gerne das Zeichen für die japanische Post (〒) vorangestellt. Vor 1998 waren Postleitzahlen drei- oder mancherorts fünfstellig.
Eine Ortschaft oder ein Stadtteil kann in 大字 (ōaza) und diese wiederum in 小字 (koaza), kurz: 字 (aza), unterteilt sein. Im Gegensatz zu den anderen Bezeichnern stehen diese vor dem Bezeichneten, werden oft aber auch weggelassen.
In einigen Städten werden Stadtteilabschnitte nicht mit chōme, sondern mit dem Iroha-System in Hiragana + 部/bu (in der Präfektur Ishikawa) oder mit Himmelsstämmen (z. B. in Tosa) durchnummeriert.
Der Stadtteilabschnitt chō (丁) von -chōme (丁目) stellt auch heute noch eine Verwaltungseinheit von Bedeutung dar. Jeder chō wählt aus seiner Mitte von rund 100 Bewohnern einen Ältesten, der sich für seinen Abschnitt verantwortlich fühlt und über den entsprechende Kontakte laufen.
Wird die Adresse für internationale Sendungen in lateinischer Schrift (Japanisch: Rōmaji) geschrieben, empfiehlt die Japanische Post, die Reihenfolge der Komponenten in umgekehrter, d. h. international üblicher Reihenfolge zu verwenden. Die Landesangabe wird in einer weiteren, sich der Adresse anschließenden Zeile vermerkt.

### Hausnummerierung
In Japan besitzen Straßen größtenteils keine Namen, so dass die Adressierung nicht wie in Europa üblich nach Linien (Straßen, Wege usw.) erfolgt, sondern nach von diesen sowie natürlichen Hindernissen (z. B. Flüssen) eingeschlossenen Flächen. Hierfür gibt es ein historisch gewachsenes System, das Parzellen-System, und ein 1962 eingeführtes Gebäudeblock-System.

#### Parzellen-System
Das Parzellensystem geht zurück auf die Meiji-Zeit. Seinen Ursprung hat es in dem 1871 zum Zwecke der Besteuerung eingeführten chiken seido (地券制度, dt. etwa: „Grundzertifikat-System“), bei dem jedes Grundstück auch einen Code erhielt und damit adressierbar war. 1886 erfolgte die Umsetzung eines „Grundbuch-Systems“ (不動産登記制度, fudōsan tōki seido). 1898 wurde bei der Revision des „Personenstandsgesetzes“ (戸籍法, koseki-hō) erstmals der Begriff banchi zur Adressierung des Hauptwohnsitzes (本籍, honseki) verwendet.
Im Parzellensystem werden die Parzellen (番地, banchi, kurz auch: 番, ban) eines Stadtteils durchnummeriert. Wenn die Parzelle aufgeteilt wird, wird daran eine weitere laufende Nummer gehängt, früher häufig noch mit einem の abgetrennt. Die Adressen 123番地の1, 123番地1 und 123番1 sind daher äquivalent und beziehen sich auf die erste Teilparzelle der 123. Parzelle. Sollte diese Parzelle n Teilparzellen besitzen und eine davon in m aufgespalten werden, so würde an die bestehende Teilparzellennummer keine weitere Nummer gehängt, sondern es würde mit neuen Teilparzellen weitergezählt, so dass es dann n + m - 1 Teilparzellen gibt, wie in der folgenden Grafik dargestellt:
| 123番地1 | 123番地2 | 123番地3 | → nach Aufteilung der ersten Parzelle | 123番地5 | 123番地6 | 123番地2 | 123番地3 |
| 123番地1 | 123番地2 | 123番地3 | → nach Aufteilung der ersten Parzelle | 123番地4 |          | 123番地2 | 123番地3 |
| 123番地1 | 123番地2 | 123番地3 | → nach Aufteilung der ersten Parzelle | 123番地1 |          | 123番地2 | 123番地3 |

Das Parzellensystem hat mehrere Nachteile. Zum einen ähnelt es den Konskriptionsnummern, mit dem gleichen Nachteil, dass die Nummer einer Teilparzelle und damit die Adresse eines Gebäudes von ihrem Entstehungszeitpunkt abhängt und nicht von ihrer Position, so dass eine konkrete Adresse schwer zu finden ist. Zum anderen können auf einer Teilparzelle mehrere Gebäude stehen, die dann alle dieselbe Adresse haben.

#### Gebäudeblock-System
Daher wurden im Mai 1962 mit dem „Gesetz über Wohnsitzkennzeichnungen“ (住居表示に関する法律, jūkyo hyōji ni kansuru hōritsu) ein neues „System zur rationalen Wohnsitzkennzeichnung und die zu ihrer Durchführung erforderlichen Maßnahmen“ eingeführt. Gemäß Artikel 2 beginnt eine Wohnsitzkennzeichnung mit den Namen von Präfektur (都道府県, todōfuken), Landkreis (郡, ‚gun), Stadt einschließlich der Sonderbezirke Tōkyōs (市、特別区, shi, tokubetsu ku) und Bezirk (区, ku). Nach Artikel 2 Ziffer 1 endet sie in einer Wohnungsangabe im „Blockformat“ (街区方式, gaikuhōshiki) oder, nach Ziffer 2, im „Straßenformat“ (道路方式, dōrohōshiki):
- „Blockformat“ – bestehend aus dem Namen des Orts- (町, chō) oder Gemeindeteils (字, aza) gefolgt von einer Bezeichnung des Teilgebiets (im Gesetz „Block“ (街区, gaiku) genannt), das durch den Verlauf einer Straße, Eisenbahn oder Gleisanlage bzw. durch eine andere permanente Einrichtung, einen Fluss, eine Wasserstraße o. ä. abgegrenzt ist, schließlich gefolgt von der Hausnummer (im Gesetz „Wohnsitznummer“ (住居番号, jūkyobangō) genannt);
- „Straßenformat“ – bestehend aus dem Namen der Straße gefolgt von der Wohnsitznummer des Gebäudes, das an die Straße angrenzt bzw. einen zu ihr führenden Durchgang besitzt.

Die genauen Details werden gemäß Artikel 3 des Gesetzes durch einen Ratsbeschluss der Gemeinde festgelegt, der zu veröffentlichen ist.
Während die Hausnummerierung nach dem „Straßenformat“ kaum Anwendung findet, z. B. nur wenn die Häuser eines Ortsteils hauptsächlich entlang von Straßen konzentriert liegen, wurden im Jahr 1963 die „Durchführungsrichtlinien für Wohnsitzkennzeichnungen im Blockformat“ (街区方式による住居表示の実施基準, Gaiku hōshiki ni yoru jūkyo hyōji no jisshi kijun) vom Innenministerium erlassen. In der Fassung von 1985 werden im ersten Abschnitt Richtlinien für Wohnsitzkennzeichnungen und im zweiten Abschnitt die für Beschilderungen festgelegt. Für Wohnsitzkennzeichnungen gelten folgende Grundsätze:
- Ortsgebiete werden unter Beachtung der historischen und regionalen Gegebenheiten rational unterteilt. Insbesondere gilt dies für die Festlegung der Ortsgrenzen unter Nutzung „permanenter“ Einrichtungen wie Wasserwege, Eisenbahnlinien und Straßen sowie der Form der Ortsteile (zusammenhängend, ohne Exklaven) und der Anzahl der Blocks (abhängig von Nutzung und Dichte, „weder zu viel noch zu wenig“).
- Falls neue Ortsnamen festgelegt werden, sind die historischen Gegebenheiten zu berücksichtigen, die chinesischen Schriftzeichen des Namens sollen leicht lesbar sein und Ähnlichkeiten mit anderen Namen vermieden werden. Wird ein Ort in Stadtteilabschnitte (丁目, chōme) unterteilt, so ist eine Anzahl von 4 oder 5 angemessen.
- Die Blockbezeichnung verwendet arabische Ziffern und die Nummerierung der Blocks (番, ban) erfolgt, nach Festlegung eines Punktes in der Gemeinde als Ausgangspunkt, bei dem diesem Punkt am nächsten liegenden Block beginnend aufsteigend und in einer festzulegenden Reihenfolge.
- Die Blockeinteilung erfolgt unter Berücksichtigung permanenter Einrichtungen und der Bebauungsdichte, wobei als Referenz ein Häuserblock von drei- bis fünftausend Quadratmeter Größe und mit etwa 30 Häusern angemessen ist.
- Die Nummerierung der Häuser in einem Block (号, gō) verwendet arabische Ziffern; beginnend in der Ecke des Blocks, die dem oben genannten Punkt am nächsten liegt, wird die Blockgrenzlinie im Uhrzeigersinn in Abschnitte eingeteilt, die mit einer aufsteigenden Nummer versehen werden (in den Richtlinien „Basiszahl“ (基礎番号, kisobangō) genannt); dabei sind die Abschnitte von der typischen Länge von 10 bis 15 Metern so zu legen, dass möglichst wenige doppelte oder fehlende Wohnsitznummern anfallen; das Haus, dessen Eingang an einem Abschnitt liegt, erhält dessen Basiszahl als Wohnsitznummer („Hausnummer“).

Vor der Reform gab es viele verschiedene Ortsnamen, die ab 1962 in Tokyo meist durch die Bezeichnung „Name plus chōme“ und die Anzahl der „chōme“ vereinheitlicht wurden. In Minato zum Beispiel gab es in Akasaka 1956 etwa zwanzig Ortsteile verschiedenster Größe und Form wie Akasaka Omotechō (赤坂表町) oder Akasaka Daimachi (赤坂台町), während Akasaka bis Juli 1966 in die neun Ortsteile Akasaka itchōme (赤坂一丁目) bis Akasaka kyūchōme (赤坂九丁目) unterteilt wurde.
Im weit verbreiteten Blockformat sind für die jeweiligen Gemeindeteile insbesondere folgende Dinge festzulegen:
- ein Ort als Ausgangspunkt für die Nummerierungen,
- bei Ortsnamen, die mit „chōme“ enden, die Nummerierreihenfolge der „chōme“,
- die Nummerierreihenfolge der Häuserblocks.

In der Tōkyō wurden 1963 die „Allgemeinen Richtlinien zur Durchführung der Wohnsitzkennzeichnungen in der Präfektur Tōkyō“ erlassen, die 1967 revidiert wurden. Darin wird bei Ortsnamen mit Endung „chōme“ deren Nummerierreihenfolge als strahlen- oder als ringförmig festgelegt. Ferner gilt für den Ausgangspunkt: in den 23 „ku“-Bezirken ist dieser bei strahlenförmiger (放射式, hōshashiki) Reihenfolge der Kaiserpalast und bei ringförmiger (環状式, kanjōshiki) Reihenfolge ein Punkt in der Nähe des geographischen Mittelpunktes, um den die „chōme“ vom Kaiserpalast aus gesehen ringförmig nummeriert werden; andere Städte Tōkyōs richten sich entweder nach dieser Festlegung oder legen als Ausgangspunkt für eine strahlen- bzw. ringförmige Nummerierung einen Punkt in ihrem geographischen Zentrum fest. Die Nummerierung der Häuserblocks innerhalb des Ortes beginnt bei dem Block, der diesem Ausgangspunkt am nächsten und von diesem aus gesehen rechts liegt, und erfolgt rechts herum in Serpentinenform.
In anderen Präfekturen, aber auch in Tōkyōs Städten und Bezirken, kann der Gemeinderat andere Ausgangspunkte festlegen, wie das Stadtzentrum (z. B. in Sapporo), das Rathaus (z. B. in Konan oder in Suzuka), einen Bahnhof (z. B. in Funabashi) oder auch den „Südosten“ als fiktiven Punkt (z. B. in Tomakomai oder in Setagaya). Im Tōkyōter Bezirk Shinjuku wird in strahlenförmig zu nummerierenden Ortsteilen „Tōkyō Marunouchi“ (東京丸の内) und in ringförmig zu nummerierenden Ortsteilen „Shinjuku dōri“ (新宿道り) oder „Ōme kaidō“ (青梅街道) als geographischer Mittelpunkt mit „Tōkyō Marunouchi“ als Referenz festgelegt, während in Minato im ringförmigen Fall auch der Hafen von Tōkyō der geographische Mittelpunkt sein kann.
Das Beispiel Setagaya zeigt, dass letztendlich der Gemeinderat lokale Abweichungen von den allgemeinen Bestimmungen festlegen kann:
- Nr. 1 „Festlegung des Ortsnamens“, Ziffer 5 – Die „chōme“-Reihenfolge ist strahlenförmig oder fallweise ringförmig; im strahlenförmigen Fall ist der Ausgangspunkt der Fundamentalpunkt (道路元標, dōro genpyō) Nihonbashi, im ringförmigen Fall ist von Süden nach Norden vorzugehen, und bei einer weder strahlen- noch ringförmigen Reihenfolge soll sie auf diesen beiden basieren.
- Nr. 6 „Vergabe der Wohnblockbezeichnung“, Ziffer 2 – Der Ausgangspunkt der Wohnblocknummerierung ist die südöstliche Ecke (s. o.) bzw. je nach Gegebenheit ein Häuserblock in der Nähe der südöstlichen Ecke.
- Nr. 7 „Vergabe der Wohnsitznummer“, Ziffer 5 – Der Ausgangspunkt für die im Uhrzeigersinn aufsteigenden Basiszahlen ist die südöstliche Blockecke; ein anderer Ausgangspunkt kann festgelegt werden, wenn der Gemeindevorsteher unter Berücksichtigung von Besonderheiten wie geographische Beschaffenheit, Form des Blocks oder dessen bereits vorhandene Bebauung dem zustimmt.

Die erste der folgenden Abbildungen zeigt eine Häuserblocknummerierung innerhalb eines Ortsteils mit Ausgangspunkt unten rechts, die auch als Beispiel für eine „chōme“-Nummerierung dienen kann; die zweite Abbildung zeigt eine Hausnummerierung innerhalb eines Häuserblocks mit Ausgangspunkt in der Blockecke unten links.
| 9 | 4 | 3 |
| 8 | 5 | 2 |
| 7 | 6 | 1 |

|   | 3   | 4   | 5   | 6   |   |
| 2 | ↑ 3 | ↑ 3 | ↑ 5 | 7 → | 7 |
| 1 | 10↓ | 10↓ | 10↓ |     | 8 |
|   | 12  | 11  | 10  | 9   |   |

Das Gebäudeblock-System lässt ein effizienteres Finden einer gesuchten Adresse zu als nach dem Parzellen-System, da die Reihenfolge der Hausnummern nun direkt von der Position des Gebäudes abhängt und die Hausnummer des nächsten Hauses im Uhrzeigersinn stets größer ist und die des vorherigen stets kleiner. Eine Eigenart des Systems ist es, dass Lücken in der Hausnummernfolge entstehen. Zudem können zwei Gebäude, deren Ausgänge sich im selben Abschnitt befinden, die gleiche Hausnummer bekommen.
Eine typische Wohnungsangabe im Blockformat lautet etwa Kasumigaseki 1-2-3, auf Japanisch beispielsweise 霞ヶ関1丁目2番3号 (‘‘Kasumigaseki itchōme niban sangō‘‘) und auf Englisch oft 3-2 Kasumigaseki 1, mit Kasumigaseki itchōme als Ortsname, niban als Blockbezeichnung und sangō als Hausnummer ("Wohnsitznummer").
Die Nummern innerhalb des Stadtteils beziehungsweise der Gemeinde werden überwiegend ohne Kategoriemerkmale und nur durch einen Bindestrich voneinander getrennt angegeben, d. h. statt 1丁目2番地3 oder 1丁目2番3号 wird häufig einfach nur 1-2-3 geschrieben.

## Beispiele
Ein Brief beispielsweise an den Präsidenten der japanischen Post in Tōkyō hätte jeweils in Kanji, Rōmaji-Umschrift und üblicher internationaler Notation geschrieben folgende Adressangabe (Kategorieangaben in Fettschrift).
Im Sonderfall Tōkyō wird innerhalb des 23-ku-Bereiches keine Stadt angegeben:
| 〒100-8798 東京都 | 〒100-8798, Tokyo-to | Mr. Ikuta Masaharu                                        |
| 千代田区          | Chiyoda-ku           | 3-2, Kasumigaseki 1 (auch möglich: „1-3-2, Kasumigaseki“) |
| 霞ヶ関1-3-2       | Kasumigaseki 1-3-2   | Chiyoda-ku, Tokyo-to                                      |
| 生田正治様        | Mr. Ikuta Masaharu   | 100-8798, Japan                                           |

Eine Adresse auf dem Land könnte so aussehen:
| 〒463-9260 岐阜県   | 〒463-9260 Gifu-ken             | Ms. Kawaguchi Ichiko |
| 上田郡中村町2639-34 | Kamida-gun Nakamura-chō 2639-34 | 2639-34              |
| 川口一子様          | Ms. Kawaguchi Ichiko            | Nakamura-chō         |
|                     |                                 | Kamida-gun, Gifu-ken |
|                     |                                 | 463-9260, Japan      |

## Lokale Besonderheiten

### Kyōto
In Kyōto bestehen sehr zahlreiche und sehr kleine Stadtteile, die teilweise zusätzlich noch mehrfach innerhalb eines Stadtbezirkes vorhanden sind. Daher hat sich neben dem offiziellen Adresssystem noch ein zweites eingebürgert, das auch von der Post anerkannt wird.
Dieses System basiert darauf, dass zusätzlich Straßenkreuzungen als Referenzpunkte verwendet werden und dann angegeben wird, ob sich der Zielort nördlich (上ル, agaru, wörtlich: „nach oben“), südlich (下ル, sagaru, wörtlich: „nach unten“), östlich (東入ル, higashi-iru) oder westlich (西入ル, nishi-iru) davon befindet. Abhängig vom Referenzpunkt kann ein Ort damit unterschiedliche Adressen besitzen.
Die offizielle Adresse des Kyōto Tower ist:
〒600-8216　京都府京都市下京区東塩小路721-1
Higashi-Shiokōji 721-1, Shimogyō-ku, Kyōto, Kyōto 600-8216
Unten auf seiner Website wird sie jedoch angegeben als:
〒600-8216　京都市下京区烏丸七条下る 東塩小路町 721-1
Higashi-Shiokōjichō 721-1, Karasuma-Shichijō-sagaru, Shimogyō-ku, Kyōto, Kyōto 600-8216
und verweist damit auf südlich der Karasuma-Shichijō-Straßenkreuzung.
Bei weniger markanten Gebäuden wird zusätzlich noch die offizielle Adresse angehängt.

### Präfektur Hokkaidō
Auf Hokkaidō ist bei einigen Großstädten der Stadtkern in Quadranten unterteilt. Die Adressierung erfolgt hier in der Angabe der Distanz dieser Quadranten zum Stadtzentrum entlang einer Nord-Süd- und einer Ost-West-Achse in der Form ○条×丁目. Für die Nord-Süd-Angabe wird als Suffix jō (条) und für die Ost-West-Angabe chōme verwendet, das sich damit in seiner Bedeutung von anderen Gemeinden Japans unterscheidet.
Die Adresse des Rathauses von Sapporo ist:
〒060-8611　北海道札幌市中央区北1条西2丁目1番1号
1-1, Kita-1-jō Nishi-2-chōme, Chūō-ku, Sapporo, Hokkaidō 060-8611
und steht damit für das erste Haus im ersten Häuserblock im 1. Quadranten nördlich und 2. Quadranten westlich vom Stadtzentrum im Stadtbezirk Chūō-ku von Sapporo.

### Präfektur Ishikawa
In einigen Gemeinden der Präfektur Ishikawa werden die Stadtteilabschnitte nicht mit arabischen Zahlen, sondern mit Hiragana gemäß der Iroha-Reihenfolge und bu (部) als optionaler Kategorieangabe durchnummeriert.
Die Adresse des Rathauses von Nomi ist:
〒923-1198　石川県能美市寺井町た35番地
Ta-35, Terai-machi, Nomi, Ishikawa 923-1198
und steht damit für das 35. Grundstück im 16. (ta) Stadtteilabschnitt des Stadtteils Terai-machi in Nomi.

### Präfektur Iwate
In einigen Gemeinden der Präfektur Iwate sind die Stadtteile Ōaza oder Aza nicht benannt, sondern durchnummeriert in der Form 第○地割, wobei 第 dai ein Ordinalzahlpräfix ist und 地割 chiwari eine Parzelle meint.
Die Adresse des Rathauses von Fudai ist:
〒028-8392 岩手県下閉伊郡普代村第9地割字銅屋13番地2
13-2, Aza Dōya, Dai-9-chiwari, Fudai-mura, Shimohei-gun, Iwate 028-8392
und steht damit für das zweite Haus im 13. Häuserblock im Unterortsteil Dōya des 9. Ortsteils (Ōaza) von Fudai im Landkreis Shimohei.
Wenn sich die Nummerierung auf ein Aza bezieht, entspricht sie dem chōme in anderen Gegenden Japans und wird in der entsprechenden Kurzform geschrieben. Ein Beispiel dafür ist die Adresse des Rathauses von Karumai:
〒028-6302 岩手県九戸郡軽米町大字軽米10-85
10-85, Ōaza Karumai, Karumai-machi, Kunohe-gun, Iwate 028-6302
wobei die 10 hier eine Kurzform von 第10地割 dai jū chiwari ist.